# Saša Balić
Saša Balić (Sârbă chirilică: Саша Балић ; n. 29 ianuarie 1990, Kotor) este un fotbalist muntenegrean, care evoluează pe postul de fundaș stânga la clubul de fotbal Zagłębie Lubin.

## Palmares
- ASA Târgu Mureș
  - Supercupa României: 2015